# Йадгар-хан
Йадгар-хан (чагат. یادگار خان‎) — второй узбекский хан из династии Шибанидов, правивший в 1468—1469 годах.

## Происхождение
Йадгар-хан был потомком Чингис-хана через его сына Джучи и внука Шибана.
Его генеалогия выглядит следующим образом: Йадгар сын Тимур шейха, сына Хаджи Тули, сына Арабшаха, сына Фулада, сына Менгу Тимура, сына Бадакула, сына Джучи Бука, сына Бахадурхана, сына Шибана, сына Джучи, сына Чингисхана.

## Приход к власти
Согласно Р. Ю. Почекаеву, после смерти хана Абу-л-хайра, который отличался властностью и решительным характером, местная знать, видимо уставшая от «жёсткой руки», привела к власти Йадгара, человека уже преклонного возраста. Через год он скончался. После его смерти к власти пришел Шайх-Хайдар, сын Абу-л-хайра.
Согласно В. В. Трепавлову, Йадгар был провозглашен ханом ещё при жизни Абу-л-Хайра в 1458 году усилиями мангытского бия Мусы и сына Йадгара Буреке. Муса стал беклярбеком при Йадгаре. Власть Абу-л-Хайра была, видимо, ослаблена после его поражения от ойратов в 1457 году, и он не смог справиться с альтернативным претендентом.

## Смерть
Йадгар-хан скончался вскоре после Абу-л-Хайра, и борьба за власть велась уже следующим поколением. Против наследника Абу-л-Хайра Шайх-Хайдара выступила широкая коалиция, в которой сын Йадгара Буреке-султан был не первой фигурой.

## Потомки
Потомки Йадгара из династии Арабшахидов, которых ещё называют Йадгаридами, правили в Хорезме и северном Хорасане в XVI—XVIII веках.